# Hedenbergiet
Het mineraal hedenbergiet is een calcium-ijzer-inosilicaat, een verbinding van twee inosilicaationen met calcium en ijzer met de molecuulformule CaFe2+Si2O6. Het is een inosilicaat en een pyroxeen. Het mineraal is naar de mineraloog MAL Hedenberg genoemd uit Zweden. Het is grijs- tot bruingroen of zwart, heeft een groenwitte streepkleur en een glas- tot parelglans. Het heeft een monoklien kristalstelsel en een perfecte en een onduidelijke splijting volgens onbekende kristalvlakken. De massadichtheid is 3,55 kg/l, de hardheid is 5 tot 6 en het mineraal is niet radioactief. Hedenbergiet is een van de meest voorkomende pyroxenen in mafische en metasomatische gesteenten. De typelocatie is Nordmark in Zweden, maar het wordt ook in Dalnegorsk gevonden, in Rusland.